# Кисело и слатко
Кисело и слатко четврти је студијски албум српске гаражне и панк рок групе Партибрејкерс, објављен 1994. године. Касетно и винилно издање албума објавио је ПГП РТС, док је компакт-диск изашао за Б92. Албум је сниман у студију „О” (мај 1992) и у Студију 5 и 6 РТС-а (од јуна до децембра 1993).

## Списак песама
Све песме написали су Зоран Костић Цане и Небојша Антонијевић, изузев песама Далеко од очију, коју је написао Милан Младеновић, и Ја сам доктор, чији је аутор Диме Тодоров.
| №               | Назив                      | Трајање |  |
| 1.              | Ја хоћу да те волим (Како) | 4:09    |  |
| 2.              | Хоћу да знам               | 3:49    |  |
| 3.              | Људи нису исти             | 2:54    |  |
| 4.              | Јави се                    | 4:18    |  |
| 5.              | Молитва                    | 5:36    |  |
| 6.              | Далеко од очију            | 5:51    |  |
| 7.              | Ја сам доктор              | 2:29    |  |
| 8.              | Тежак заборав              | 6:42    |  |
| 9.              | Она је проклета            | 3:02    |  |
| 10.             | Ти си моја срећа           | 3:33    |  |
| Укупно трајање: | Укупно трајање:            | 34:49   |  |

## Учествовали на албуму

### Партибрејкерс
- Ненад Антонијевић Антон — гитара
- Зоран Костић Цане — вокали

### Гости на албуму
- Влада Неговановић — акустична гитара, продуцент
- Бранка Катић — пратећи вокали
- Срђан Гојковић Гиле — пратећи вокали
- Саша Влајсовић — бас
- Зоран Радомировић Шваба — бас-гитара
- Срђан Тодоровић — бубњеви
- Пера Џо Миладиновић — хармоника
- Саша Локнер — клавијатуре
- Горан Чавајда — удараљке, пратећи вокали
- Марин Петрић Пурони — удараљке, пратећи вокали
- Милан Младеновић — вокал, хармоника
- Ненад Петровић — саксофон
- Александар Кујучев — фотограф
- Зоран Марић — инжењер звука
- Славимир Стојановић — дизајн омота
- Душан Ерцеговац — ексклузивни продуцент